# Glenpool
Glenpool è una città degli Stati Uniti, situata nello Stato dell'Oklahoma, nella Contea di Tulsa.